# Frente Andaluz de Liberación
El Frente Andaluz de Liberación (FAL) fou un partit polític independentista andalús. Fou fundat el 1989 per sectors procedents de la Yama'a Islámica de Al-Andalus i independents. La FAL pretenia recuperar la cultura àrab i islàmica de l'Àndalus medieval. El seu símbol era l'estrella de vuit puntes. El 1990 fou un dels partits fundadors de Nación Andaluza.

## Eleccions
- Eleccions Autonòmiques d'Andalusia 1990: 1.633 vots (0,06%)